# Тоні Бьорн
Ентоні «Тоні» Бьорн (англ. Anthony «Tony» Byrne; 6 липня 1930 — 27 квітня 2013) — ірландський боксер легкої ваги, призер літніх Олімпійських ігор.

## Життєпис
Народився у місті Дрогеда, графство Лаут, в бідній багатодітній родині. Займатися боксом розпочав у дитячому віці. Мізерні статки родини не дозволяли Тоні придбати боксерські мешти, тому перші свої бої він бився у шкарпетках, звідки й отримав своє прізвисько «Socks» (укр. «Шкарпетки»).
Заробляв на прожиття випічкою та розвезенням по крамницях хліба. Оскільки в той час спортсмени повинні були самостійно оплачувати свою поїздку на змагання, виникли сумніви, чи зможе Тоні оплатити подорож до Мельбурна (Австралія) на літні Олімпійські ігри. Серед місцевих підприємців Дрогеди була проведена кампанія зі збору коштів «Відправ Бьорна до Мельбурна», в ході якої було зібрано 653 фунти.
На літніх Олімпійських іграх 1956 року в Мельбурні був капітаном ірландської боксерської команди. На церемонії відкриття Ігор ніс прапор Ірландії. У змаганнях боксерів легкої ваги почергово переміг Йозефа Хованеця (ЧССР) та Луїса Моліну (США). У півфіналі поступився Гаррі Куршату (Німеччина), задовільнившись бронзовою медаллю.
Невдовзі після закінчення Олімпійських ігор, у січні 1957 року, у двосторонніх зустрічах боксерів Ірландії й Англії переміг олімпійського чемпіона Мельбурна Діка Мактаггерта.
У 1962 році Тоні Бьорн разом з сім'єю емігрував до Канади і оселився в Едмонтоні. Працював на місцевому м'ясокомбінаті, а пізніше — у службі технічного обслуговування міста. Деякий час також тренував дітей у «North Edmonton Boxing Club» (укр. Північний Едмонтонський боксерський клуб).